# Sistema nervioso central (álbum)
Sistema nervioso central (también conocido como SNC), es el cuarto álbum de estudio de la banda de rock argentina Estelares. Este material, que contó nuevamente con la producción de Juanchi Baleirón, contiene una lista de 14 canciones y fue lanzado en septiembre del año 2006.
Es uno de los discos más exitosos de la banda, dónde obtuvo muy buena crítica y reconocimiento en Argentina y en otros países.
El álbum es, según las palabras de la banda platense, “una quirúrgica descripción de cómo las personas van buscando respuestas a su existencia de todos los días”. En 14 canciones, SNC conjuga “tanto las furiosas guitarras eléctricas como la calidez de las acústicas, unos bajos que por lo tenaz de sus pulsos parecen no dormir nunca, baterías siempre enérgicas y precisas, pianos gentiles y ese rock en vivo que rememora a los Crazy Horse del incombustible Neil Young”.

## Lista de canciones
| N.º | Título                                 | Escritor(es)                      | Duración |  |
| 1.  | «Las vías del tren» (con Pity Álvarez) | Manuel Moretti                    | 3:48     |  |
| 2.  | «Eléctricos duendes»                   | Manuel Moretti                    | 3:41     |  |
| 3.  | «Un día perfecto»                      | Manuel Moretti                    | 4:02     |  |
| 4.  | «Aire»                                 | Manuel Moretti                    | 3:36     |  |
| 5.  | «Ella dijo» (con Jorge Serrano)        | Manuel Moretti                    | 4:44     |  |
| 6.  | «200 monos» (con Mariano Martínez)     | Manuel Moretti                    | 4:00     |  |
| 7.  | «Jardines secos»                       | Manuel Moretti · Pali Silvera     | 4:43     |  |
| 8.  | «El corazón sobre todo»                | Manuel Moretti · Víctor Bertamoni | 3:50     |  |
| 9.  | «Un show»                              | Manuel Moretti                    | 4:43     |  |
| 10. | «Luxemburgués»                         | Manuel Moretti                    | 4:29     |  |
| 11. | «Buri buri»                            | Manuel Moretti                    | 3:29     |  |
| 12. | «Campanas»                             | Manuel Moretti                    | 4:19     |  |
| 13. | «Qué será?»                            | Manuel Moretti · Víctor Bertamoni | 3:47     |  |
| 14. | «Ardimos»                              | Manuel Moretti                    | 4:37     |  |

## Videoclips
- "Aire" (2006)
- "Un día perfecto" (2007)
- "Ella dijo" (2007)
- "Un Show" (2008)

## Reconocimientos
En el año 2013, la revista Rolling Stone de Argentina colocó al disco en el puesto #91 entre los mejores 100 álbumes del rock argentino.

## Importancia para la banda
Con una gran respuesta del público en lo musical y comercial, SNC tuvo un impacto muy satisfactorio en la banda, ya que Estelares fue adquiriendo gran popularidad en Argentina y hasta el mundo, aumentando notoriamente la cantidad de sus presentaciones y posicionándose como uno de los grupos más destacados y de mayor proyección dentro del Rock Nacional.